# ویلیام کانینگهام
ویلیام کانینگهام (انگلیسی: William Cunningham؛ ‏ ۲۹ دسامبر ۱۸۴۹ – ۱۰ ژوئن ۱۹۱۹) اقتصاددان و کارمند کلیسا اهل پادشاهی متحد بریتانیای کبیر و ایرلند بود.
او یک مورخ برجستهٔ تاریخ اقتصاد و پایه‌گذار و طرفدارِ روش تاریخی در علم اقتصاد و از مخالفان تجارت آزاد بود.